# Machaerium stipitatum
Machaerium stipitatum là một loài thực vật có hoa trong họ Đậu. Loài này được (DC.) Vogel miêu tả khoa học đầu tiên.